# Nicollet (Minnesota)
Nicollet es una ciudad ubicada en el condado de Nicollet en el estado estadounidense de Minnesota. En el Censo de 2010 tenía una población de 1093 habitantes y una densidad poblacional de 447,04 personas por km².

## Geografía
Nicollet se encuentra ubicada en las coordenadas 44°16′28″N 94°11′18″O / 44.27444, -94.18833. Según la Oficina del Censo de los Estados Unidos, Nicollet tiene una superficie total de 2.44 km², de la cual 2.44 km² corresponden a tierra firme y (0%) 0 km² es agua.

## Demografía
Según el censo de 2010, había 1093 personas residiendo en Nicollet. La densidad de población era de 447,04 hab./km². De los 1093 habitantes, Nicollet estaba compuesto por el 98.44% blancos, el 0.18% eran afroamericanos, el 0% eran amerindios, el 0.18% eran asiáticos, el 0% eran isleños del Pacífico, el 0.09% eran de otras razas y el 1.1% pertenecían a dos o más razas. Del total de la población el 3.39% eran hispanos o latinos de cualquier raza.